# サーレ・マラジーノ
サーレ・マラジーノ（伊: Sale Marasino）は、イタリア共和国ロンバルディア州ブレシア県にある、人口約3,300人の基礎自治体（コムーネ）。

## 地理

### 位置・広がり

#### 隣接コムーネ
隣接するコムーネは以下の通り。
- ガルドーネ・ヴァル・トロンピア
- マローネ
- モンテ・イーゾラ
- ポラーヴェノ
- スルツァーノ

### 地震分類
イタリアの地震リスク階級 (it) では、3 に分類される
。

## 行政

### 山岳部共同体
広域行政組織である山岳部共同体「セビーノ・ブレシャーノ山岳部共同体」 (it:Comunità montana del Sebino Bresciano) の事務所所在地である。